# 白鯊魚雷
K-731 白鯊魚雷是韓國在1998年開發的潛艦用重型魚雷，由韓國國防科學研究所（ADD）與樂金Nex1公司偕同開發，它是韓國首款開發的魚雷，目前為韓國潛艦部隊的主要武器。

## 簡介
韓國在1982年起向西方國家尋購柴電潛艦，隨後決定引進209型潛艇，一併採購了德國為外銷而開發的SUT魚雷。
但是在韓國成功的採購到德國潛艦前，即自己在試圖建造海豚級潛艦，當時曾經向美國採購到少量MK-37魚雷，並以維護訓練的名義到美國進行潛艦魚雷相關知識的搜索，在1980年代，作為海軍科技開發核心的韓國國防科學研究所第二研發中心的魚雷技術團隊僅有12人，它們在1970年代的主要成就是仿造MK-44魚雷的動力設計打造出只能直線航行的KT-75魚雷。1984年期韓國曾向美國爭取採購MK-37的技轉授權，但是被美國以韓國沒有潛艦與重型魚雷需求的名義駁回。從1989年開始，韓國國防部即放棄向美國採購路線，決定由ADD與國內廠商合作開發潛艦用重型魚雷，編號XK-731，暱稱白鯊(大白鯊)。在當年底，ADD提出了300億韓元的研發計畫，並得到韓國國防部同意撥款。
在1990年至1994年，得到研發預算的ADD擴充技術團隊，打造白鯊魚雷的雛形，開發相關的模擬設備與技術儲備。韓國國防部為了魚雷研發而在日本海開設一處海上實驗場，打造了雙體實驗船。在1990年代後受惠於資訊科技高速發展，白鯊魚雷的先期研究大量導入模擬軟體與商用程式語言進行建模，降低開發成本，韓國國內廠商則是協助打造出鋁合金彈體與噴水推進器，ADD在研發過程中欠缺的大量精密組件都由外國引進。包括潛艦用電池是法國SAFT公司提供、以雷射陀螺儀為核心的慣性測量單元則是李頓公司LP-81型、打造魚雷圓柱體外殼的大型鋁殼壓模機也是從歐洲國家取得的二手機具。
白鯊魚雷最初選擇在國產的海豚級潛艦上測試，因此尺寸上被縮小為19英寸。到1994年時，白鯊魚雷已經打造出數枚測試彈，並執行過7次試射。
從1995年開始，白鯊魚雷進入工程研發階段。該階段開始得與209型的ISUS-83潛艦戰鬥系統進行連線控制，並打造出一枚具有實際戰鬥能力的線導魚雷。這個階段中德國哈德威造船廠協助整合，在1998年1月全功能實彈開始交由韓國海軍進行測試評估，至1998年6月海軍完成驗收，並在7月1日正式批核開發結束，進入量產階段。
白鯊魚雷量產交由樂金Nex1公司製造，在2000年6月27日交付韓國海軍，但是在2003年對退役的APD-822慶南號巡防艦進行實彈射擊演習時連續2次拖靶，這次失誤使得白鯊魚雷實戰佈署與量產暫緩，研發團隊重新分析失敗原因。在排除了製造品管問題後，在2003年ADD重新對白鯊魚雷進行條件還原的引爆測試，最後確定是魚雷的磁氣引信軟體設計失誤，在改善缺失後2004年5月重新測試，再度通過測評的白鯊魚雷恢復量產，2010年之後進入完全戰備狀態。
韓國聲稱，國產的白鯊魚雷單枚成本9億韓元，遠低於德國SUT魚雷採購價的22億韓元。
由於白鯊魚雷的性能與國外一線的電動魚雷有相當程度的差距，從2010年代韓國開始研發以鋰電池為能量的虎鯊魚雷，預定在2020年開始量產佈署。